# Sobolínoie
Sobolínoie (en rus: Соболиное) és un poble de l'óblast de Sakhalín, a l'Extrem Orient de Rússia, que el 2013 tenia 16 habitants. Pertany al districte de Poronaisk.